# آرکادیا (میزوری)
آرکادیا (به انگلیسی: Arcadia) یک شهر در ایالات متحده آمریکا است که در شهرستان آیرون، میزوری واقع شده‌است. آرکادیا ۲٫۱۸ کیلومتر مربع مساحت و ۶۰۸ نفر جمعیت دارد و ۲۷۷ متر بالاتر از سطح دریا واقع شده‌است.